# Sporting Étoile Club de Bastia 1970-1971
Questa voce raccoglie le informazioni riguardanti lo Sporting Étoile Club de Bastia nelle competizioni ufficiali della stagione 1970-1971.

## Maglie e sponsor
Lo sponsor tecnico per la stagione 1970-1971 è Le Coq Sportif.
| Casa | Trasferta |  |

## Rosa
| N. |                    | Ruolo | Calciatore           |
| -- | ------------------ | ----- | -------------------- |
|    | Francia (bandiera) | P     | Patrick Casanova     |
|    | Francia (bandiera) | P     | Guy Rossat           |
|    | Italia (bandiera)  | D     | Paolo Farina         |
|    | Francia (bandiera) | D     | Jean-Claude Juillard |
|    | Francia (bandiera) | D     | Jean-Louis Luccini   |
|    | Italia (bandiera)  | D     | Vittorio Mosa        |
|    | Francia (bandiera) | D     | Charles Orlanducci   |
|    | Francia (bandiera) | D     | Jean-Claude Tosi     |
|    | Francia (bandiera) | D     | Jean-Marc Vincenti   |
|    | Francia (bandiera) | C     | Georges Calmettes    |
|    | Francia (bandiera) | C     | Jean Camadini        |

| N. |                       | Ruolo | Calciatore            |
| -- | --------------------- | ----- | --------------------- |
|    | Francia (bandiera)    | C     | Georges Franceschetti |
|    | Francia (bandiera)    | C     | Jean-Pierre Giordani  |
|    | Francia (bandiera)    | C     | José Graziani         |
|    | Francia (bandiera)    | C     | François Marinetti    |
|    | Francia (bandiera)    | C     | Claude Papi           |
|    | Jugoslavia (bandiera) | C     | Zevan Rakic           |
|    | Francia (bandiera)    | C     | Lionel Tejedor        |
|    | Francia (bandiera)    | A     | Marc Kanyan Case      |
|    | Francia (bandiera)    | A     | Jean-Pierre Dogliani  |
|    | Brasile (bandiera)    | A     | Geninho               |
|    | Francia (bandiera)    | A     | Jean-Pierre Serra     |

## Risultati

### Coppa di Francia
| Arbitro: | Uhlen |

|                               |           |  |
| Loubet 37’, 57’ Magnusson 39’ | Marcatori |  |